# Agyrta flavitincta
Agyrta flavitincta là một loài bướm đêm thuộc phân họ Arctiinae, họ Erebidae.